# Museo Lechi
Il museo Lechi è un museo ubicato a Montichiari, in provincia di Brescia.
Inaugurato nel 2012, è allestito nel Palazzo Tabarino a seguito delle donazioni al Comune di Montichiari da parte di due illustri conti e mecenati, il notaio Luigi Lechi (1926-2010) e l'ingegner Piero Lechi (1930-2013), discendenti della nobile famiglia Lechi di Brescia, riguardanti alcune centinaia di opere d'arte costituite da dipinti (tra cui tele di scuola lombarda dal Cinquecento al Settecento), disegni, stampe, porcellane e una biblioteca di circa 1500 volumi di argomento storico-artistico.